# Dobrzyca (gmina)
Dobrzyca – gmina miejsko-wiejska (od 1 stycznia 2014 r.) w województwie wielkopolskim, w powiecie pleszewskim. W latach 1975–1998 gmina położona była w województwie kaliskim. 
Położona na Nizinie Wielkopolskiej, stanowiąc część Wysoczyzny Kaliskiej. Położona jest około 95 km od Poznania, 40 od Kalisza i około 33 km od Ostrowa Wlkp.

Natomiast od najbliżej położonych miast: Pleszewa – 12 km, Koźmina Wlkp. – 11 km oraz Jarocina – 17 km. Przez Gminę przebiegała linia kolejki wąskotorowej zlikwidowanej 12 stycznia 1986 roku Krotoszyńskiej Kolei Dojazdowej relacji Krotoszyn Wąskotorowy – Dobrzyca – Pleszew Wąskotorowy – Pleszew Miasto – Broniszewice.
Siedziba gminy to miasto Dobrzyca.

## Sołectwa
Sołectwa: Czarnuszka, Dobrzyca, Dobrzyca-Nowy Świat, Fabianów, Galew, Izbiczno, Karmin, Karminek, Karminiec, Koźminiec, Lutynia, Polskie Olędry, Sośnica, Sośniczka, Strzyżew, Trzebin i Trzebowa.

## Miejscowości
Miejscowości gminy według TERYT:
Czarnuszka, Dobrzyca, Fabianów, Galew, Gustawów, Izbiczno, Karmin, Karminek, Karminiec, Koźminiec, Lutynia, Nowy Karmin, Polskie Olędry, Ruda, Sośnica, Sośniczka, Strzyżew, Trzebin i Trzebowa.

## Demografia

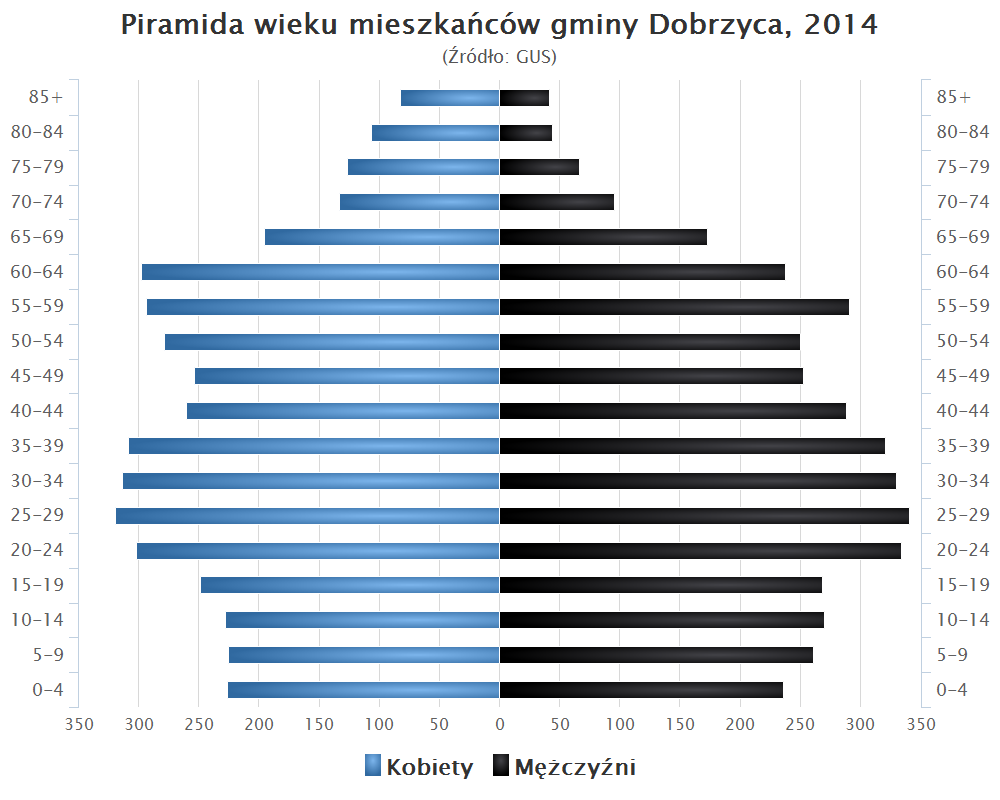
Piramida wieku mieszkańców gminy Dobrzyca w 2014 roku

## Gospodarka
Gmina ma charakter rolniczo-przemysłowy z wysokim poziomem produkcji rolnej i dużą aktywnością gospodarczą. W ogólnej powierzchni gminy 11 671 ha, użytki rolne zajmują 10 336 ha (88,6%), grunty leśne zadrzewione i zakrzewione – 841 ha (7,2%) i pozostałe 494 ha (4,2%). Bogactwem naturalnym gminy są dobre grunty (56% II kl. i 25,5% IV kl.)
W rolnictwie dominują indywidualne gospodarstwa rolne. Jest ich 906. Uprawia się w nich przede wszystkim zboża, ziemniaki, buraki cukrowe, rzepak. W produkcji zwierzęcej dominuje chów trzody chlewnej.
Na pozostałych użytkach rolnych gospodarują m.in.: Rolniczy Kombinat Spółdzielczy „Nowy Świat”, Przedsiębiorstwo Rolne Rusko Sp. z o.o., Przedsiębiorstwo Rolne Taczanów Sp. z o.o. z siedzibą w Karminie, Gospodarstwo Rolne „Agroplant” Dobrzyca.
Dokonuje się systematycznych zadrzewień i zalesień. Systematycznej poprawie ulega estetyka gminy m.in. organizowanemu corocznie konkursowi – Piękna zieleń naszej gminy i ekologicznemu.
Gmina stanowi 16,37% powierzchni powiatu.

## Współczesność
Gmina jest zwodociągowana, skanalizowana, stelefonizowana (2 centrale cyfrowe, linie światłowodowe), posiada dobry odbiór telefonii komórkowej (3 stacje bazowe operatorów T-Mobile, Plus, Orange).
Trwa gazyfikacja gminy (Dobrzycy, Strzyżewa, Izbiczna, Sośniczki, Karminka, Trzebowej).
Działa system segregacji odpadków, gmina korzysta z własnego wysypiska i międzygminnego w Dobrej Nadziei koło Pleszewa.
Od 20 października 2006 r. gmina posiada oczyszczalnię ścieków. Prace rozpoczęto 28 października 2005 r. a zakończono 31 sierpnia 2006 r. Oczyszczalnia ma wydajność 190 m³/dobę – docelowo 650 m³/dobę.
Gmina ma dobrze rozwiniętą i utrzymaną sieć drogową, co stwarza dogodne warunki komunikacyjne: powiatowych – 93 km., gminnych – 93 km. W ostatnich latach poniesiono znaczne nakłady na drogach. Czynne są cztery stacje paliw. Komunikację autobusową (od czasu zlikwidowanej przez PKP linii Krotoszyńskiej Kolei Wąskotorowej relacji Krotoszyn – Dobrzyca – Pleszew) zapewniają PKS, Jarocińskie Linie Autobusowe, MZK Ostrów Wielkopolski i Pleszewskie Linie Autobusowe.
Gminę obsługują trzy Banki: Bank Spółdzielczy, Agencja PKO BP SA i Bank Pocztowy oraz Agencja SKOK im. Franciszka Stefczyka. Gmina posiada Urząd Pocztowy Dobrzyca, który obejmuje rejonem doręczeń całą gminę, tj. miasto i 17 wsi. Na terenie gminy znajduje się także przedstawicielstwo TUiR „Warta” SA oraz Filia STU Ergo Hestia SA.
Na terenie gminy, w rejonie wsi Lutynia planuje się budowę zbiornika retencyjnego.

## Warto zobaczyć

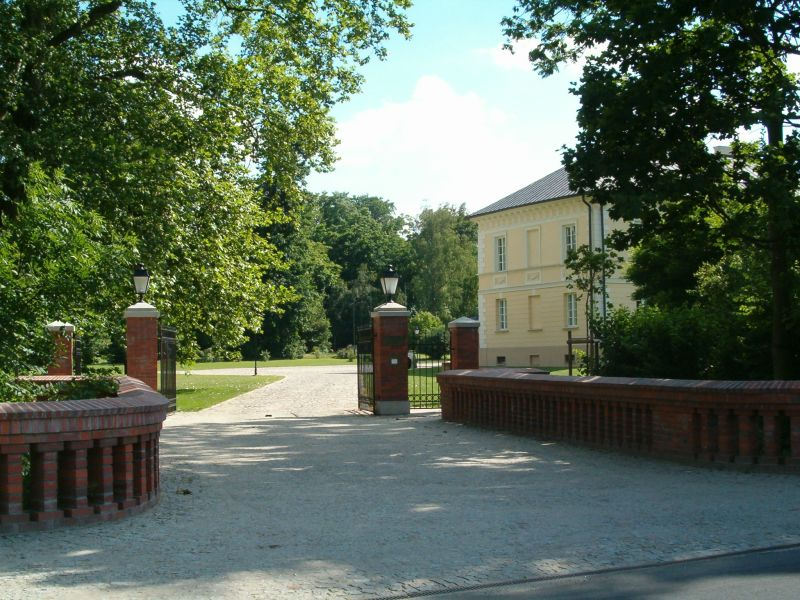
Pałac Gorzeńskich – brama główna z widocznym pałacem

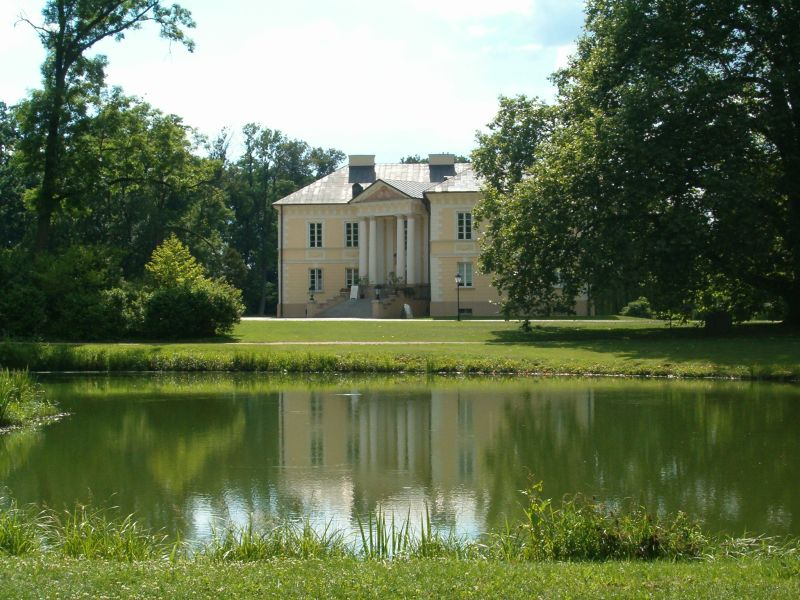
Pałac Gorzeńskich – elewacja frontowa

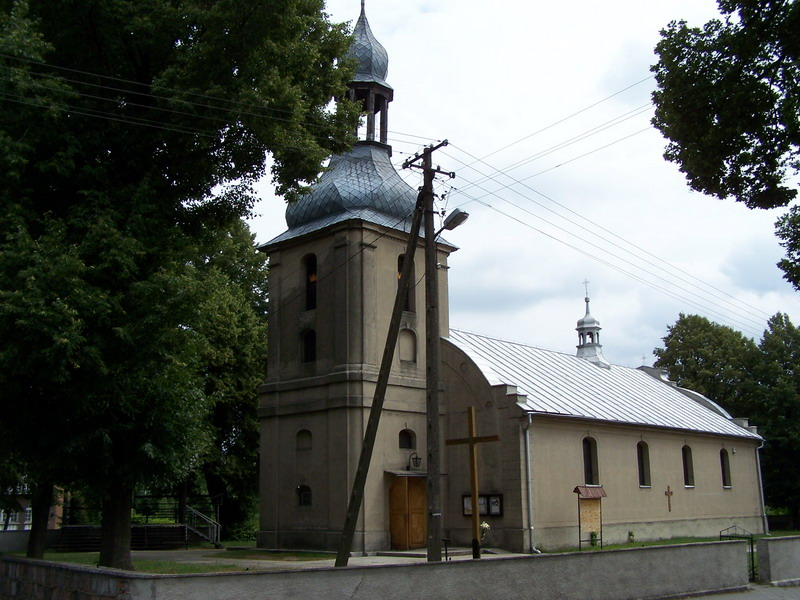
Kościół pw. Wniebowzięcia NMP w Lutyni

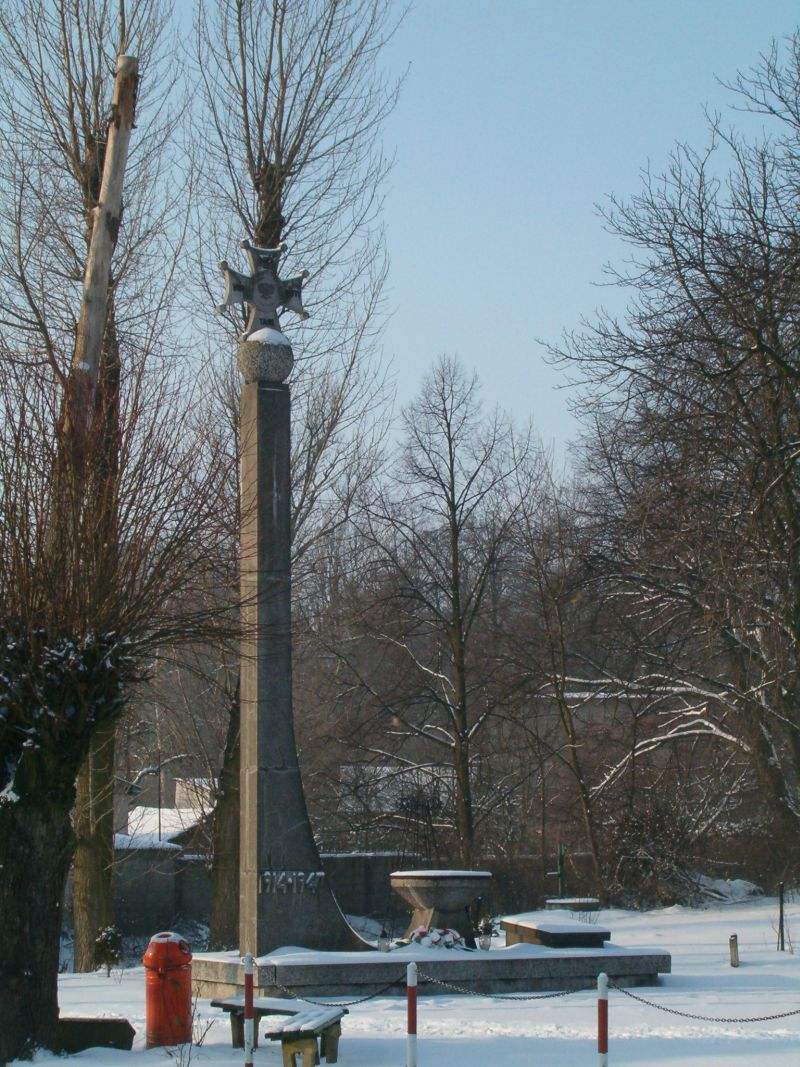
Pomnik poległym w walce o niepodległość i obronę ojczyzny

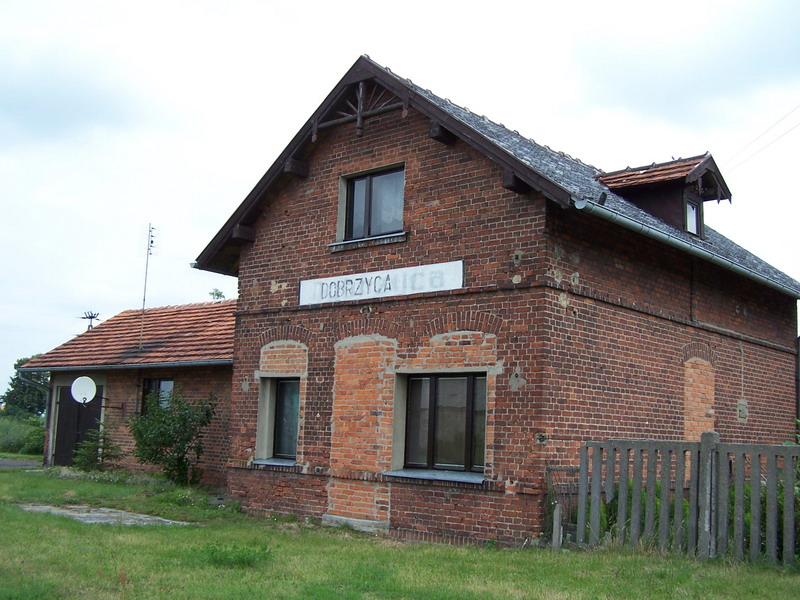
Budynek dawnej stacji PKP

- Muzeum: Zespół Pałacowo-Parkowy w Dobrzycy,
- dawny zajazd z końca XVIII wieku z sienią przejazdową w Rynku (zajazd pocztowy) przy ul. Rynek 16 w Dobrzycy,
- drewniany kościół pw. św. Tekli, z 1778 r. w Dobrzycy,
- dom mieszkalny przy ul. Pleszewskiej 1 (była parafia ewangelicka) w Dobrzycy,
- kościół poewangelicki z 1821 r. w Dobrzycy,
- Ratusz Miejski z przełomu lat 20. i 30. XX wieku w Dobrzycy,
- siedziba Urzędu Gminy z II poł. XIX wieku w Dobrzycy,
- eklektyczny pałac z parkiem z około 1900 r. w Fabianowie (obecnie Dom Pomocy Społecznej),
- stodoła przy kuźni w Izbicznie,
- kościół murowany pw. św. Barbary z I poł. XIX w. w Karminie,
- neogotycki kościół poewangelicki pw. Podwyższenia Krzyża z końca XIX wieku w Koźmińcu,
- kościół murowany pw. Wniebowzięcia NMP z 1801–1802 r. w Lutyni (Sanktuarium Maryjne),
- drewniany kościół o konstrukcji zrębowej z 1745 r. pw św. Marii Magdaleny w Sośnicy,
- eklektyczny pałac z poł. XIX wieku w Trzebowej,
- spichlerze dworskie w:
  - Karminie,
  - Sośnicy,
- zespoły dworskie w:
  - Karminie (z I pol. XIX w.),
  - Lutyni i Trzebinie (XVIII-XIX w.),
  - Sośnicy (z 1780 r.),
- drewniany wiatrak koźlak z poł. XIX wieku,

Z ciekawszych obiektów przyrodniczych należy wymienić platan klonolistny w parku z Pałacem Gorzeńskich oraz paklon – najstarsze drzewo tego gatunku w Polsce. Na uwagę zasługuje też głaz narzutowy w rejonie miejscowości Ruda, pień wiekowego dębu w Sośnicy, pasy zadrzewień śródpolnych w Fabianowie oraz Aleja Platanów (droga na Pleszew) – posadzona 1 kwietnia 2006 roku (z okazji I rocznicy śmierci Jana Pawła II). Wyjątkowo atrakcyjna jest dolina rzeki Lutynia. Warto też zobaczyć kompleks leśny występujący w południowo-wschodniej części gminy. Lasy te wchodzą w skład obszaru chronionego krajobrazu „Dąbrowy Krotoszyńskie”, który utworzono rozporządzeniem Wojewody Kaliskiego z dn. 22 stycznia 1993 r.
Poza tym na terenie Gminy Dobrzyca są interesujące miejsca pamięci narodowej:
- pomnik poległym w walce o niepodległość i obronę ojczyzny przy zbiegu ulic Koźmińskiej i Parkowej w Dobrzycy (vis-à-vis budynku „starej szkoły”),
- obelisk na Rynku w Dobrzycy ku czci Premiera Stanisława Mikołajczyka,
- obelisk ku pamięci 131 zamordowanych Polaków mieszkańców wsi Berezowica Mała koło Zbaraża (Ukraina), a także parafian zamęczonych w czasie okupacji przez hitlerowców, odsłonięty w 1994 roku na cmentarzu parafialnym w Sośnicy.

## Kultura
Na terenie gminy działa Muzeum: Zespół Pałacowo-Parkowy w Dobrzycy, Gminne Centrum Kultury w Dobrzycy w tym Gminna Biblioteka Publiczna i biblioteki filialne w Sośnicy i Koźmińcu oraz 7 punktów bibliotecznych. Stan księgozbioru na koniec 2005 wynosił 41 523 woluminów.
Poza tym w zasobach Gminy jest: sala wiejska w Polskich Olędrach, Domy Strażaka w Sośnicy i Galewie, remizy strażackie w Fabianowie i Izbicznie.
Do działalności kulturalnej włączają się szkoły, samorząd wiejski, organizacje społeczne, jak: Koło Gospodyń Wiejskich, Ochotnicza Straż Pożarna, Koła Katolickiego Stowarzyszenia Młodzieży.
W Centrum Kultury działa m.in.: klub seniora, ognisko muzyczne, siłowania kulturystyczna, świetlica ze stołem bilardowym. Chlubą gminy jest orkiestra dęta. Organizowanych jest wiele imprez, jak wystawy gminne, turnieje wsi, konkursy m.in. pt. „Moja mała Ojczyzna”
Od 1990 roku działa w Dobrzycy Towarzystwo Miłośników Ziemi Dobrzyckiej, które działa przede wszystkim na rzecz kulturalnego rozwoju gminy. Upowszechnia jej historię, promuje walory przyrodnicze, turystyczne i krajoznawcze oraz lokalną twórczość artystyczną. Wydaje biuletyn Notatki Dobrzyckie. Organizuje prelekcje, wystawy, konkursy, wycieczki krajoznawcze i uroczystości rocznicowe. Dzięki staraniom Towarzystwa upamiętniono tablicami osoby zasłużone dla gminy Dobrzyca. Jest głównym organizatorem Zaduszek Mikołajczykowskich, odbywających się w rocznicę śmierci premiera Stanisława Mikołajczyka.
W 2006 roku reaktywowano Bractwo Strzeleckie pw. św. Tekli, nawiązując do tradycji Bractwa Strzeleckiego w Dobrzycy, które zostało założone w 1802 r. i działało przy kościele parafialnym w Dobrzycy. Bractwo kultywuje dawne umundurowanie dobrzyckich kurków, które stanowią ciemnozielona marynarka z czarnym kołnierzem i srebrnymi guzikami, ciemne spodnie z lampasami i ciemny kapelusz.

## Oświata
W oświacie na terenie gminy działa:
- 5 przedszkoli w Dobrzycy, Galewie, Karminie, Koźmińcu i Lutyni z 2 oddziałami zamiejscowymi
- 6 szkół podstawowych w:
  - Dobrzycy im. Mikołaja Kopernika,
  - Galewie,
  - Karminie,
  - Koźmińcu,
  - Lutyni
  - Sośnicy
- 1 gimnazjum w Dobrzycy im. Stanisława Mikołajczyka

W roku 2001 oddano do użytku nowy budynek szkoły podstawowej w Dobrzycy.
- 1 Liceum ogólnokształcące dla dorosłych
- 1 Liceum ogólnokształcące uzupełniające dla absolwentów zasadniczych szkół zawodowych

Od 1997 roku działa w Dobrzycy filia Wielkopolski Uniwersytet Ludowy.

## Sport
Na terenie Gminy istnieje Międzyzakładowy Ludowy Klub Sportowy „Czarni” (w roku 2001 obchodził 50-lecie istnienia) oraz 10 LZS-ów: Fabianów, Koźminiec, Karmin, Lutynia, Trzebowa, Sośnica, Dobrzyca-Nowy Świat, Trzebin-Galew, Czarnuszka, Karminek, które uczestniczą w rozgrywkach sportowych, głównie w piłkę nożną. Gmina posiada 8 boisk sportowych.
Corocznie organizowanych jest wiele zawodów sportowych o różnym zasięgu. Należą do nich przede wszystkim turnieje piłki nożnej, koszykówki, siatkówki, tenisa, szachowy, brydżowy, warcabowy; halowe turnieje piłki nożnej i koszykówki dla młodzieży oraz biegi przełajowe.
Dużym zainteresowaniem cieszy się gminna liga piłki nożnej oraz imprezy organizowane w ramach Związku Gmin Ziemi Pleszewskiej.
Ważnym wydarzeniem sportowym są organizowane Biegi Mikołajczykowskie, Ogólnopolski Wyścig Kolarski w kategorii młodzików im. Stanisława Mikołajczyka Ostrów Wielkopolski – Dobrzyca, a także rejonowe i wojewódzkie finały turnieju „Piłkarska kadra czeka”.

## Turystyka
Gmina jest atrakcyjna turystycznie – znajduje się tu wiele zabytków (patrz: Warto zobaczyć). Przez gminę przebiega żółty szlak turystyczny Pleszew – Lutynia – Dobrzyca o długości 18 km.
Gmina poprzez łącznik lokalny włączona została do Transwielkopolskiej Trasy Rowerowej z Poznania do Siemienic koło Kępna oraz przystąpiła do stowarzyszenia Wielkopolska Organizacja Turystyczna.
W niewielkiej odległości od Dobrzycy znajdują się dwa Oddziały Muzeum Narodowego w Poznaniu – w Gołuchowie (zamek Czartoryskich z 2. poł. XVI w. ze słynną kolekcją waz antycznych) oraz w Śmiełowie (Pałac w Śmiełowie z Muzeum im. Adama Mickiewicza), a także Muzeum Wnętrz Pałacowych w Lewkowie koło Ostrowa Wielkopolskiego (oddział Muzeum Okręgowego Ziemi Kaliskiej). Czyni to z obszaru tych czterech gmin atrakcyjny obszar turystyczny, który może być wspólnie promowany. W strategii rozwoju powiatu pleszewskiego zawarty jest projekt budowy ścieżki rowerowej łączącej obiekty w Dobrzycy i Gołuchowie.
Odwiedzający gminę mają możliwość skorzystania z noclegów w następujących obiektach w Dobrzycy:
- pokoje hotelowe przy Muzeum: Zespół Pałacowo-Parkowy w Dobrzycy, ul. Pleszewska 5a
- U Paryska, ul. M. Koźlika
- Dom Katolicki, ul. Rynek
- 2 gospodarstwa agroturystyczne.

## Ochrona i opieka
Gmina zapewnia dobry dostęp do podstawowych usług zdrowotnych. W Dobrzycy działają 3 Niepubliczne Zakłady Opieki Zdrowotnej, 2 Niepubliczne Gabinety Stomatologiczne i 3 apteki. Oprócz Gminnego Ośrodka Pomocy Społecznej w Dobrzycy, który mieści się w budynku Urzędu Gminy, działa świetlica socjoterapeutyczna i Dom Pomocy Społecznej w Fabianowie.
Bezpieczeństwo mieszkańców zabezpiecza Posterunek Policji w Dobrzycy.
Na terenie gminy działa też 9 jednostek OSP, w tym jednostka w Dobrzycy (typu S-3) włączona do Krajowego Systemu Ratowniczo-Gaśniczego. OSP zrzeszają 476 członków, w tym 302 czynnych. W 2004 roku OSP w Dobrzycy obchodziła swoje 100-lecie.

## Sąsiednie gminy
Krotoszyn, Raszków, Rozdrażew, Koźmin Wielkopolski, Jarocin, Kotlin, Pleszew